# Плаћеници 3
Плаћеници 3 (енгл. The Expendables 3) амерички је акциони филм из 2014. у режији Патрика Хјуза и наставак филма Плаћеници 2 из 2012. године. Сценарио потписују Силвестер Сталоне, Крејгтон Ротенбергер и Катрин Бенедикт из приче Сталонеа, док су продуценти филма Ави Лернер, Кевин Кинг Темплетон, Дени Лернер, Лес Велдон и Џон Томпсон. Музику је компоновао Брајан Тајлер.
Насловну улогу тумачи Силвестер Сталоне као лидер плаћеника Барни Рос, док су у осталим улогама Џејсон Стејтам, Антонио Бандерас, Џет Ли, Весли Снајпс, Долф Лундгрен, Келси Грамер, Ренди Котур, Тери Круз, Келан Луц, Ронда Раузи, Глен Пауел, Виктор Ортиз, Мел Гибсон, Харисон Форд и Арнoлд Шварцнегер. Светска премијера филма је била одржана 15. августа 2014. године у Сједињеним Америчким Државама.
Буџет филма је износио 100 000 000 долара, док је укупна зарада износила 214 700 000 долара.

## Радња
Плаћеници које чине Барни Рос (Силвестер Сталоне), Гунар Јенсен (Долф Лундгрен), Ли Крисмас (Џејсон Стејтам), Тол Рoуд (Ренди Котур) спашавају специјалисту за ножеве и познатијег као Доктор Смрт (Весли Снајпс) из војног затвора за време његовог транспорта возом. Доктор им треба да би спречили да пошиљка оружја доспе у Сомалију. Када стигну на место испоруке пошиљке, изненаде се кад угледају бившег ратног друга из екипе Конрада Стоунбенкса (Мел Гибсон) како продаје оружје. Они успеју да убију све кријумчаре осим Стоунбенкса, који рањава Аве Цезара (Тери Круз), који је сада у критичном стању.
У овом делу се придружују Харисон Форд, Мел Гибсон, Весли Снајпс, Антонио Бандерас и остали.

## Улоге
| Глумац             | Улога             |
| ------------------ | ----------------- |
| Силвестер Сталоне  | Барни Рос         |
| Џејсон Стејтам     | Ли Крисмас        |
| Антонио Бандерас   | Галго             |
| Џет Ли             | Јин Јанг          |
| Весли Снајпс       | Доктор Смрт       |
| Долф Лундгрен      | Гунар Јенсен      |
| Келси Грамер       | Бонапарт          |
| Ренди Котур        | Тол Роуд          |
| Тери Круз          | Аве Цезар         |
| Келан Луц          | Џон Смајл         |
| Ронда Раузи        | Луна              |
| Глен Пауел         | Торн              |
| Виктор Ортиз       | Марс              |
| Роберт Дејви       | Горан Вата        |
| Мел Гибсон         | Конрад Стоунбeнкс |
| Харисон Форд       | Макс Дрaмeр       |
| Арнолд Шварценегер | Трент Маузер      |